# Pomerium
Het pomerium was het gewijde gebied van Rome dat oorspronkelijk door Romulus zou zijn aangebracht door met een ploeg een voor te trekken rondom de stad. Pas onder de princeps Claudius werd deze grens verlegd. De schrijver Tacitus vermeldt dat naar een oude gewoonte alleen diegene die het imperium van het rijk had vergroot het pomerium mocht vergroten.
Het was niet toegestaan om binnen het pomerium mensen te begraven en voor legerleiders om het met hun troepen binnen te trekken. Slechts in uitzonderlijke gevallen konden met toestemming mensen in of nabij de pomerium worden begraven. Magistraten dienden hun imperium neer te leggen bij het betreden ervan. Ook was het dragen van wapens in het gebied verboden. Sulla doorbrak in 88 v.Chr. echter deze ongeschreven regel en viel met zijn legioenen de stad binnen.
Alhoewel Aulus Gellius bericht dat naast Claudius zowel keizer Augustus, Nero als Trajanus het pomerium uitgebreid zouden hebben, is hier geen ander geschiedkundig of archeologisch bewijs voor. 
In de latere keizertijd verloor het pomerium aan belang, omdat de macht en het imperium van de keizer binnen het pomerium nauwelijks minder gold dan daarbuiten. Met de aanwezigheid van de bewapende pretoriaanse garde verloor het gebied al meer belang, totdat het elke religieuze en dagelijkse betekenis verloor door de opkomst van het christendom in het rijk, in de late oudheid.